# Xavier Batalla
Xavier Batalla i García (Barcelona, 1948-ibídem, 13 de diciembre de 2012) fue un periodista español, corresponsal de La Vanguardia.

## Biografía
Estudió en la Escuela de Periodismo de la Iglesia de Barcelona y se licenció en Filosofía. Xavier Batalla entró a formar parte de El Correo Catalán en 1972. Después de una época en el  Diario de Barcelona, en 1982 participó activamente en el lanzamiento de la edición barcelonesa de El País, publicación de la que fue subdirector.
Se incorporó a La Vanguardia en 1986, cuando aceptó la corresponsalía en Londres. Posteriormente, asumió el cargo de corresponsal diplomático del diario donde, aparte de cubrir una gran cantidad de eventos internacionales, escribía semanalmente la sección «Nueva Agenda». Cubrió las elecciones estadounidenses, los conflictos en Oriente Medio, la caída del bloque comunista de Europa del Este, o la transición a la democracia de Sudáfrica. En su etapa profesional en el diario del Grupo Godó, también fue director adjunto de La Vanguardia Dossier. Xavier Batalla mantuvo el vínculo con la cabecera catalana hasta sólo unos meses antes de su muerte.
Fue profesor de periodismo de la Universidad Autónoma de Barcelona y en 1992 fue uno de los miembros de la comisión asesora encargada de elaborar el primer plan de estudios de la licenciatura de segundo ciclo en Periodismo de la Universidad Pompeu Fabra (UPF), incorporándose ese mismo año al Departamento de Comunicación de la UPF, donde impartió la asignatura de Periodismo Internacional. Al mismo tiempo, fue presidente del patronato de la Fundación Centro Internacional de Prensa de Barcelona, socio de la Sociedad Catalana de Comunicación y miembro del consejo científico del Real Instituto Elcano.
En 2001 fue galardonado con el Premio Ciudad de Barcelona de periodismo por la serie de artículos Diario del Conflicto publicados en La Vanguardia durante la guerra de Afganistán, que posteriormente se recopilaron en la obra Afganistán. La guerra del siglo XXI; en 2006 con el Premio Salvador de Madariaga, en la modalidad de prensa escrita, que otorga la Asociación de Periodistas Europeos en España; en 2009 recibió la Medalla al trabajo Presidente Macià «perquè s'ha convertit en un referent del periodisme internacional apropant els moments destacables en el desenvolupament de la història del món de manera objectiva i entenedora als lectors»; y, finalmente, en 2012 fue distinguido con el reconocimiento, Ofici de Periodista, otorgado por el Colegio de Periodistas de Cataluña.
Xavier Batalla falleció el 13 de diciembre de 2012 en Barcelona a la edad de 64 años víctima de un cáncer. En 2015 se presentó su libro póstumo El mundo es una idea, que recoge artículos que el autor escribió regularmente en La Vanguardia.

## Obras publicadas
- Petróleo. Barcelona, 1974.
- Libro del Año. Editorial Salvat. Barcelona. Años: 1975, 1976, 1977, 1978, 1979, 1980, 1981, 1982, 1983, 1984, 1985, 1986 y 1994 (junto a otros autores).
- Apartheid. Barcelona, 1981.
- Crisis de las embajadas. Barcelona, 1981.
- Prólogo de la edición español de Goodbye Gutenberg, d e Anthony Smith. Barcelona, 1983.
- El proceso electoral norteamericano. Barcelona, 1984.
- Ulster. Barcelona, 1987.
- El proceso de paz en el Ulster. Barcelona, 1998.
- Afganistán. La guerra del siglo XXI. Barcelona, 2002.
- ¿Por qué Iraq?. Barcelona, 2002.